# Adolf-Grimme-Preis 1973
Der 10. Adolf-Grimme-Preis wurde 1973 verliehen. Die Preisverleihung fand am 23. März 1973 im Theater Marl statt.
Im Rahmen der Veranstaltung wurde auch der „Publikumspreis der Marler Gruppe“ und der „Sonderpreis des Stifterverbands für die Deutsche Wissenschaft“ vergeben.

## Preisträger

### Adolf-Grimme-Preis mit Silber
- Klaus Wiese (für das Buch zu Liebe Mutter, mir geht es gut, WDR)
- Gregor A. Heussen (für die Sendung Abgeschoben und was dann? Alternativen zur Familie – Kinderheime in kirchlicher Trägerschaft, HR)
- Franz Puhl und Stefan Rinser (für die Sendung Tribunal 1982 – Ein Prozess zur Entwicklungshilfe. 5. Handel statt Hilfe, ZDF)
- Georg Stefan Troller und Carl-Franz Hutterer (Kamera) (für die Sendung Personenbeschreibung: Seán Mac Stíofáin – Tödliche Träume in Irland, ZDF)
- Vicco von Bülow (für die Sendung Cartoon (20), SDR)

### Adolf-Grimme-Preis mit Bronze
- Wilhelm Bittorf (für die Sendung Die Briten kommen (1). Begegnungen mit einem fremden Nachbarn)
- Hajo Dudda, Christian Geissler und Lothar Janssen (für die Sendung Wir gehen ja doch zum Bund – Arbeiter unter 18, NDR)

### Adolf-Grimme-Preis für das interessanteste Experiment
- Hans-Jürgen Syberberg und Walter Sedlmayr (für die Sendung Theodor Hierneis oder wie man „ehemaliger Hofkoch“ wird. Frei erzählt nach den Erinnerungen eines Kücheneleven an Ludwig II., BR)

### Besondere Ehrung
- Lothar Hartmann (für wichtige Impulse zur Verbesserung des Fernsehprogramms als Programmdirektor des Ersten Deutschen Fernsehens)
- Kurt Wagenführ (für die kritische Begleitung des Fernsehprogramms)
- WDR (für die Sendung Tagesmagazin)
- Peter Märthesheimer (für die Sendung Acht Stunden sind kein Tag, WDR)

### Ehrende Anerkennung
- Kurt Gfeller (für Idee, Buch und Gestaltung von Capriccio – Ein Antikonzert mit der Musik von Krzysztof Penderecki, SWF)
- Peter Lilienthal (für die Sendung NACHTSTUDIO: Shirley Chisholm for President, ZDF)
- Marie-Elisabeth Simmat und Eberhard Hollweg (für die Sendung Kinder ohne Lobby – Ein Plädoyer für die Frühadoption NDR)
- Edmund Wolf (Regie) und Anders Lembcke (Kamera) (für die Sendung Auserwählt in Jerusalem – Vom Leben in einer heiligen Stadt, BR)
- Birgitt Bosboom, Christine Gnevikow, Martin Krauß, Winfrid Kurtze, Leonie Ossowski, Wilfried F. Schoeller, Burkhard Tauschwitz, Wolfgang Vogel und Bernhard Weber (für die Sendung Treffpunkt 72: Die Kippe – Zur Bewährung ausgesetzt. Beobachtung eines Resozialisierungsversuches in Mannheim, HR)

### Sonderpreis der Landesregierung Nordrhein-Westfalen
- Klaus Lindemann (für die Regie bei Rondo, ZDF)

### Sonderpreis des Stifterverbands für die Deutsche Wissenschaft
- Institut für Filmgestaltung (Medizinische Hochschule Ulm) und Peter Schubert (für die Sendung Keimfreie Kindheit – Zwillinge in einer Welt aus Plastik, WDR)

### Publikumspreis der Marler Gruppe
- Wieso denn ideologisch, ZDF
- Liebe Mutter, mir geht es gut, WDR